# Ross Partridge
Pour les articles homonymes, voir Partridge.
Ross Partridge est un acteur, réalisateur, scénariste et producteur de télévision américain né le 26 février 1968 à Kingston dans l'État de New York.

## Filmographie

### Acteur

#### Cinéma
- 1992 : Kuffs : Robert
- 1993 : Amityville : Darkforce : Keyes Terry
- 1997 : Le Monde perdu : Jurassic Park : l'homme curieux
- 1999 : Black and White : Michael Clemence
- 1999 : The Kiss : un acteur
- 2008 : Baghead : Matt
- 2008 : Le Bal de l'horreur : l'homme d'affaires
- 2010 : The Freebie : le barman
- 2010 : Feed the Fish : Joe Peterson
- 2010 : The Lake Effect : Rob
- 2011 : The Off Hours : Oliver
- 2011 : Treatment : Gregg D
- 2011 : Low Fidelity : Brandon
- 2013 : Mutual Friends : Sammy
- 2013 : Siren : Carl
- 2014 : The Midnight Swim : Josh
- 2015 : Lamb (en) : David Lamb
- 2015 : Hangman
- 2015 : The Middle Distance : Neil
- 2015 : Aux yeux de tous : Ellis
- 2016 : The White King : Peter
- 2016 : Six LA Love Stories : Wes Ellis
- 2017 : Buster's Mal Heart : le contact fou
- 2017 : Le Château de verre : le taxi
- 2017 : 6 Dynamic Laws for Success (in Life, Love and Money) : Milton Montgomery
- 2019 : Stray : Jake
- 2019 : Swing Low : Shérif Pendergras
- 2019 : The Laundromat : L'Affaire des Panama Papers : l'attaché de presse américain
- 2019 : The Marcus Garvey Story : Leo Healy
- 2020 : Omniboat: A Fast Boat Fantasia
- 2020 : The Evening Hour : Randy
- 2020 : Phobias : Dr Wright
- 2020 : La Voix du succès : Bennett
- 2020 : Fully Realized Humans : Barry
- 2021 : Don't Look Up : Déni cosmique (Don't Look Up) d'Adam McKay : Keith Ollens

### Télévision
- 1991 : Flash : l'homme sage (1 épisode)
- 1992 : Code Quantum : l'image miroir de Max Greenman (1 épisode)
- 1996 : Diagnostic : Meurtre : Eric Temple (1 épisode)
- 1998 : Traque sur Internet : Rusty Olsen (1 épisode)
- 2001 : New York, police judiciaire : Gibson (1 épisode)
- 2004 : Les Experts : Ed Burnell (1 épisode)
- 2004 : New York Police Blues : Parks Benton (1 épisode)
- 2007 : As the World Turns : Milo Saughnessy (4 épisodes)
- 2011 : How to Make It in America : Steve (3 épisodes)
- 2015 : Battle Creek : Dr Derek Henderson (1 épisode)
- 2015 : Mentalist : Steven Korbell (1 épisode)
- 2016 : Stranger Things : Lonnie Byers (4 épisodes)
- 2017 : Billions : Tom McKinnon (3 épisodes)
- 2017 : Room 104 : Bradley (1 épisode)
- 2018 : 9-1-1 : Daniel Cooper (1 épisode)
- 2018 : Casual : Michael (1 épisode)
- 2018 : Blindspot : Colonel Beck (1 épisode)
- 2019 : Adam Ruins Everything : Bill Suit (1 épisode)
- 2019 : Less Than Zero (téléfilm) : Owen